# Matija Čiolič
Matija Čiolič, slovenski rimskokatoliški duhovnik in narodni buditelj, * 16. januar 1753, Središče ob Dravi, † 16. oktober 1836, Cirkovce.

## Življenje in delo
Po končani gimnaziji v Varaždinu je študiral filozofijo v Zagrebu in teologijo v Gradcu, kjer je bil  5. januarja 1777 posvečen. Kot kaplan je služboval po raznih krajih med Muro in Dravo, bil od 1788 župnik v župniji Svetinje od 1804 dalje pa v Cirkovcih. Veljal je za izobraženega in plemenitega moža ter najboljšega govornika daleč naokoli. Študij na Hrvaškem je pripomogel, da ni prešel popolnoma pod vpliv nemščine. Ni izključeno, da je bil eden izmed 7 duhovnikov, ki so se sestali 30. novembra 1803 po Modrinjakovem in Naratovem nasvetu na  posvetovanju o organizaciji dela za gojitev slovenskega jezika. 